# Triple corona del automovilismo

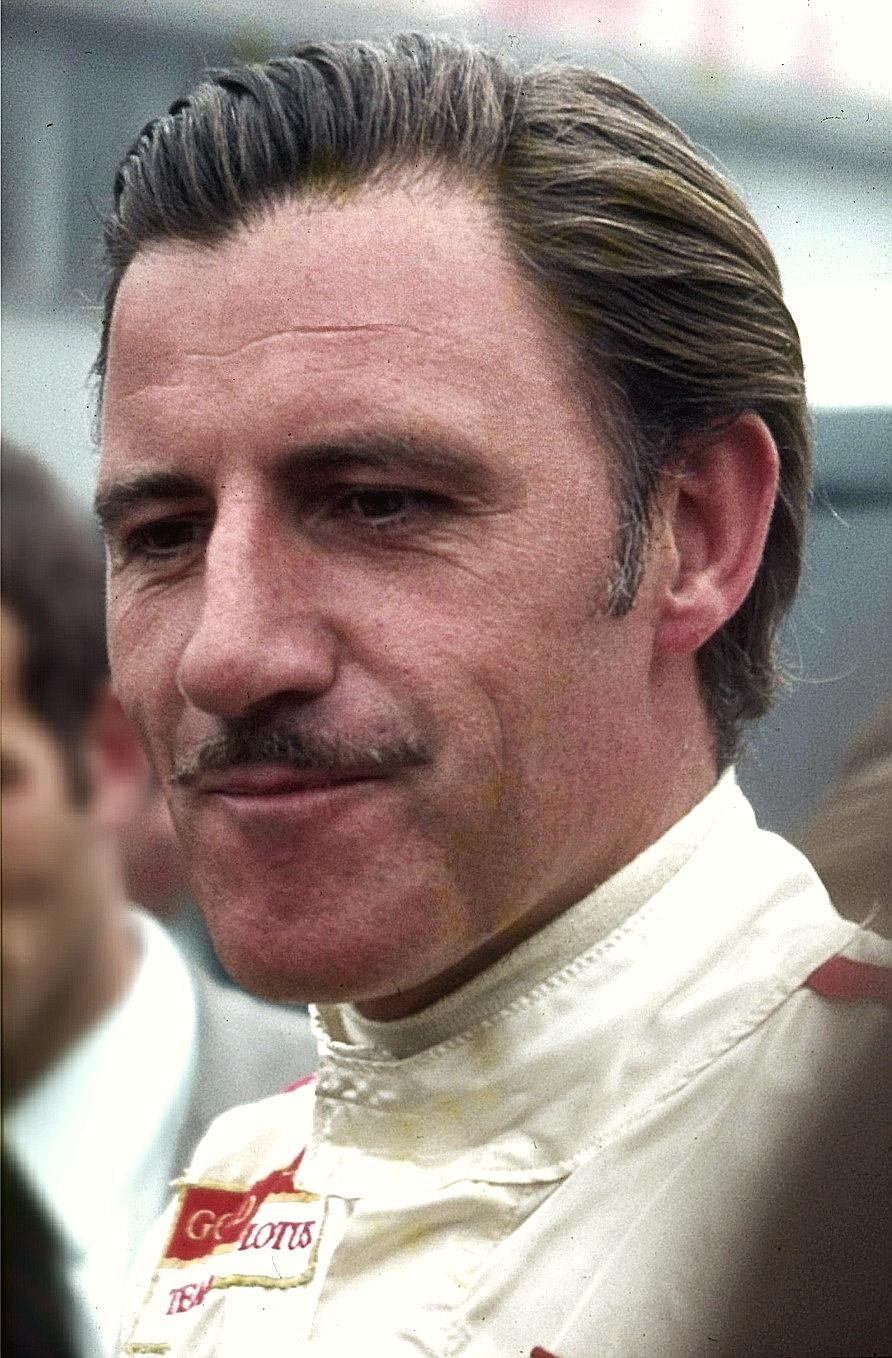
Graham Hill es el único piloto hasta el momento en conseguir este logro.

La Triple Corona del Automovilismo es un logro no reconocido oficialmente que se otorga a los pilotos que han sido ganadores de las tres carreras más famosas del mundo:
- Gran Premio de Mónaco
- 24 Horas de Le Mans.
- 500 Millas de Indianápolis.

El británico Graham Hill (1929-1975) fue el primer y hasta ahora único piloto en lograr la Triple corona del automovilismo. Ganó el Gran Premio de Mónaco en cinco ocasiones (1963, 1964, 1965, 1968 y 1969) y el Campeonato Mundial de Fórmula 1 en dos (1962 y 1968), las 500 Millas de Indianápolis en 1966, y las 24 Horas de Le Mans en 1972.
El canadiense Jacques Villeneuve, ganador de las 500 Millas de Indianápolis en 1995 y del Campeonato Mundial de Fórmula 1 en 1997 (su mejor resultado en el Gran Premio de Mónaco fue 4.º en 2001), compitió en las 24 horas de Le Mans en 2008 buscando una victoria que le hubiese permitido completar la Triple corona, sin embargo terminó segundo.
En otras categorías se puede incluir la IndyCar (ganando las 500 Millas de Indianápolis, Pocono 500 y California 500), con sus propias carreras, en el área del rally siguiendo las más antiguas y prestigiosas pruebas de rally del WRC incluyéndose los Rally raid; así como en las pruebas de carreras de Resistencia, aunque, eso signifique que algunos pilotos hayan corrido en diferentes categorías con anterioridad donde ellos disputaron las más importantes carreras de cada una.
A lo largo de la historia han sido varios los pilotos que durante su carrera han participado en estas tres pruebas, pero en la medida en que la actividad se fue profesionalizando se ha ido dificultando progresivamente el ajustar las agendas para poder participar en más de una de las tres carreras en la misma temporada, ya que desde 1987 el GP de Mónaco y las 500 Millas de Indianápolis se disputan el último fin de semana de mayo (y las 24 Horas de Le Mans poco después, a mediados de junio), existiendo además el problema de compatibilizar equipos y patrocinadores entre las distintas competiciones, algo que también complica las aspiraciones de los pilotos.
En la actualidad, los únicos pilotos en activo que han ganado dos de las tres carreras son Juan Pablo Montoya y Fernando Alonso.

## Graham Hill

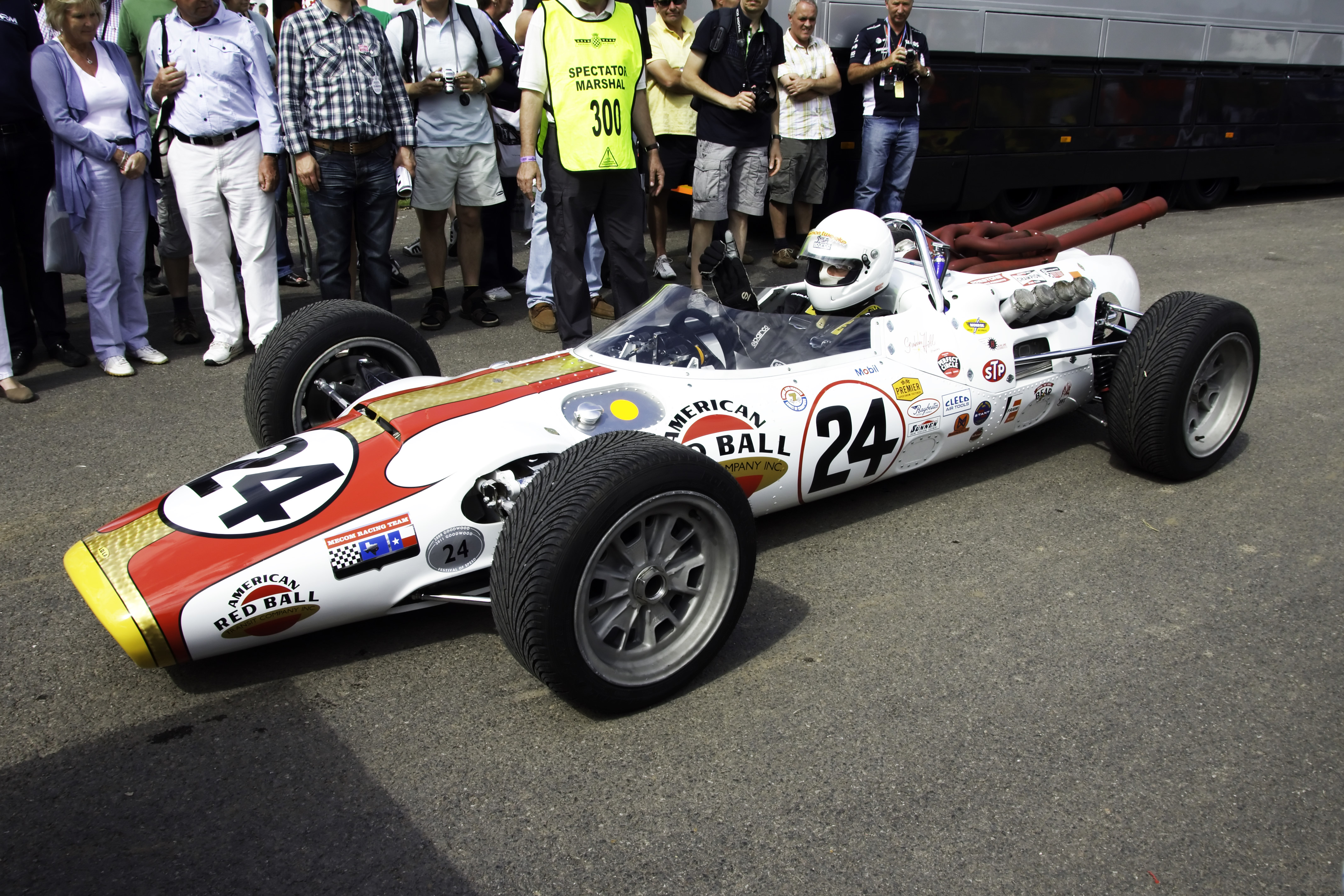
Monoplaza con el que ganó las 500 Millas de Indianápolis de 1966.

Desde que estas tres competencias se convirtieron en las más importantes del automovilismo solo el inglés Graham Hill, campeón de Fórmula 1 en 1962 y 1968, consiguió la hazaña.
Apodado Mr Mónaco, Hill dejó su huella en las calles de Mónaco con cinco triunfos (1963, 1964, 1965, 1968 y 1969), una marca que más tarde sería superada por el brasileño Ayrton Senna en la década de los noventa con seis victorias en el circuito urbano.
En pleno apogeo de su campaña, Hill se aventuró a correr en las 500 Millas de Indianápolis, competición que fue parte del calendario del Mundial de F1 durante la década de 1950 y quedó en la historia de la prueba estadounidense al debutar y ganar en 1966 conduciendo un Lola-Ford. También corrió en 1967 y 1968, aunque no logró igualar ese gran resultado.
En 1972 Hill le puso la puntilla a su campaña deportiva con el triunfo en las 24 Horas de Le Mans compartiendo un Matra-Simca MS670 con el francés Henri Pescarolo. Aunque imponerse en el circuito de La Sarthe no le fue nada fácil ya que el éxito lo consiguió en su décima participación, tras haber corrido ininterrumpidamente entre 1958 y 1966.

## Ganadores
| Pilotos que han conseguido la Triple Corona |
| En cursiva pilotos en activo                |

| Piloto              | 1                          | 2                   | 3                            | 3                               |
| Piloto              | 500 Millas de Indianápolis | 24 Horas de Le Mans | Gran Premio de Mónaco        | Campeonato Mundial de Fórmula 1 |
| ------------------- | -------------------------- | ------------------- | ---------------------------- | ------------------------------- |
| Tazio Nuvolari      | —                          | 1933                | 1932                         | —                               |
| Maurice Trintignant | —                          | 1954                | 1955, 1958                   | —                               |
| Mike Hawthorn       | —                          | 1955                | —                            | 1958                            |
| Phil Hill           | —                          | 1958, 1961, 1962    | —                            | 1961                            |
| Graham Hill         | 1966                       | 1972                | 1963, 1964, 1965, 1968, 1969 | 1962, 1968                      |
| A. J. Foyt          | 1961, 1964, 1967, 1977     | 1967                | —                            | —                               |
| Bruce McLaren       | —                          | 1966                | 1962                         | —                               |
| Jim Clark           | 1965                       | —                   | —                            | 1963, 1965                      |
| Jochen Rindt        | —                          | 1965                | 1970                         | 1970                            |
| Mario Andretti      | 1969                       | —                   | —                            | 1978                            |
| Emerson Fittipaldi  | 1989, 1993                 | —                   | —                            | 1972, 1974                      |
| Jacques Villeneuve  | 1995                       | —                   | —                            | 1997                            |
| Juan Pablo Montoya  | 2000, 2015                 | —                   | 2003                         | —                               |
| Fernando Alonso     | —                          | 2018, 2019          | 2006, 2007                   | 2005, 2006                      |

## Triple Corona de la Resistencia
En las carreras de resistencia de automóviles, tres eventos han llegado a formar una Triple Corona. Se consideran tres de las carreras de resistencia más desafiantes en las últimas décadas: las 24 horas de Daytona, las 12 horas de Sebring y las 24 horas de Le Mans.
Doce son los pilotos que han conseguido la triple corona de la resistencia. Ninguno de ellos ha conseguido ganar las tres pruebas el mismo año. Ken Miles fue el que más cerca estuvo de ganarlas, ganado las dos pruebas norteamericanas y quedando 2.º en las 24 Horas de Le Mans 1966. Hurley Haywood y Al Holbert son los únicos que han ganado al menos dos veces cada una de las tres carreras.
El británico Nick Tandy es el único piloto en haber conquistado las 4 carreras de 24 horas de duración más importantes del mundo: 24 Horas de Le Mans (2015), 24 Horas de Nürburgring (2018), 24 Horas de Spa (2020) y 24 Horas de Daytona (2025). Tan sólo ha dejado de ganar las 24 Horas de Dubái, carrera de mucho menos prestigio y relevancia internacional que las anteriores.
| Piloto         | 1                            | 2                   | 3                                  |
| Piloto         | 24 Horas de Daytona          | 12 Horas de Sebring | 24 Horas de Le Mans                |
| -------------- | ---------------------------- | ------------------- | ---------------------------------- |
| Phil Hill      | 1964                         | 1958, 1961          | 1958, 1961, 1962                   |
| Dan Gurney     | 1962                         | 1959                | 1967                               |
| Hans Herrmann  | 1968                         | 1960, 1968          | 1970                               |
| Jackie Oliver  | 1971                         | 1969                | 1969                               |
| Jacky Ickx     | 1972                         | 1969, 1972          | 1969, 1975, 1976, 1977, 1981, 1982 |
| Hurley Haywood | 1973, 1975, 1977, 1979, 1991 | 1973, 1981          | 1977, 1983, 1994                   |
| A. J. Foyt     | 1983, 1985                   | 1985                | 1967                               |
| Al Holbert     | 1986, 1987                   | 1976, 1981          | 1983, 1986, 1987                   |
| Andy Wallace   | 1990, 1997, 1999             | 1992, 1993          | 1988                               |
| Mauro Baldi    | 1998, 2002                   | 1998                | 1994                               |
| Marco Werner   | 1995                         | 2003, 2005, 2007    | 2005, 2006, 2007                   |
| Timo Bernhard  | 2003                         | 2008                | 2010, 2017                         |